# Campeonato Paulista de Futebol de 1958 - Segunda Divisão
O Campeonato Paulista de Futebol de 1958 - Segunda Divisão foi a 12.ª edição do torneio organizado pela Federação Paulista de Futebol, equivalente ao segundo nível do futebol do estado de São Paulo. O Comercial foi o campeão desta edição, que contou com a participação de 40 equipes, e terminou em 1959.

## Forma de disputa
Na primeira fase 40 equipes foram divididas em 4 grupos, denominados Grupos Branco, Verde, Amarelo e Azul, disputado por pontos corridos em dois turnos, onde os 3 mais bem colocados de cada grupo avançou à segunda fase. Os 12 times classificados para o "Torneio dos Finalistas" foram divididos em dois grupos, denominados Grupo João Havelange e Grupo Paulo Machado de Carvalho, e disputado nos mesmos moldes da fase anterior, onde o campeão de cada grupo disputou a final.

## Classificação da segunda fase
| 1 | Corinthians (Presidente Prudente) | 16 |
| 2 | Rio Preto (São José do Rio Preto) | 11 |
| 3 | Francana (Franca)                 | 10 |
| 4 | Barretos (Barretos)               | 08 |
| 4 | Garça FC (Garça)                  | 08 |
| 6 | Prudentina (Presidente Prudente)  | 07 |

| 1 | Comercial (Ribeirão Preto)      | 13 |
| 2 | Bragantino (Bragança Paulista)  | 12 |
| 3 | São Bento (Sorocaba)            | 11 |
| 3 | Esportiva (Guaratinguetá)       | 11 |
| 5 | Paulista (Jundiaí)              | 10 |
| 6 | Vila Santista (Mogi das Cruzes) | 03 |

## Final
| 12 de abril de 1959 | Corinthians  | 1 – 0 | Comercial | Presidente Prudente                                 |
|                     | Zé Amaro 55' |       |           | Renda: Cr$ 407.970,00 Árbitro: Fatore Euclides Rosa |

| 19 de abril de 1959 | Comercial    | 1 – 0 | Corinthians | Ribeirão Preto                             |
|                     | Vastinho 85' |       |             | Renda: Cr$ 538.715,00 Árbitro: S. W. Glanz |

| 21 de abril de 1959 | Comercial                                                          | 4 – 0 | Corinthians | Estádio do Pacaembu                             |
|                     | Carlos Cesar 8' · Lécio 26' · Carlos César (penal) 51' · Lécio 80' |       |             | Renda: Cr$ 361.000,00 Árbitro: Antonio Musitano |

Comercial: Santos, Toninho e Valdemar; Parracho, Candão e Vastinho; Lécio, Ademar, Otávio, Almeida e Carlos César.

Corintians: Diorai, Primo e Bertamin; Torneli, Ranieri e Luisinho; Oscarlina, Castilho, Robertinho, Zé Amaro e Plínio.

## Premiação
| Campeonato Paulista de 1958 - Segunda Divisão |
| --------------------------------------------- |
| Comercial Campeão (1º título)                 |